# Narvi (astronomia)
Narvi, noto anche come Saturno XXXI è un satellite naturale di Saturno; è stato scoperto da un gruppo guidato da Scott S. Sheppard nel 2003 e ricevette la designazione provvisoria di S/2003 S 1.

## Denominazione
La designazione definitiva fa riferimento al nome del personaggio della mitologia norrena, chiamato anche Narfi o Nari, figlio di Loki. Il nome è stato approvato dallo IAU Working Group on Planetary System Nomenclature il 21 gennaio 2005.

## Caratteristiche
Narvi ha un diametro di 7 km e orbita attorno a Saturno ad una distanza di 19.371.000 km, con un periodo di 1006,541 giorni, in moto retrogrado con un'inclinazione di 136,8° rispetto all'eclittica (109° rispetto all'equatore di Saturno), con un'eccentricità di 0,299; valori molto simili a quelli dell'orbita di Bestla.
Il periodo di rotazione di Narvi è di 10,21±0,02 ore, e la sua curva di luce ha tre minimi come quella di Siarnaq e Ymir. A differenza degli altri due satelliti tuttavia, uno dei minimi è molto più alto degli altri e il massimo che si trova mezzo periodo più avanti, è molto minore.